# A2 Ethniki 2010-2011
L'A2 Ethniki 2010-2011 è stata la 50ª edizione della seconda divisione greca di pallacanestro maschile. La 25ª edizione con il nome di A2.

## Classifica finale
| #  | Teams                    | P  | V  | P  | Pt | Qualificate |
| -- | ------------------------ | -- | -- | -- | -- | ----------- |
| 1  | K.A.O. Dramas            | 30 | 26 | 4  | 56 | Promozione  |
| 2  | AGO Rethymno             | 30 | 20 | 10 | 50 | Promozione  |
| 3  | Ikaroi Serres            | 30 | 19 | 11 | 49 |             |
| 4  | Lavrio                   | 30 | 17 | 13 | 47 |             |
| 5  | Apollon Patrasso         | 30 | 16 | 14 | 46 |             |
| 6  | Amyntas Dafnī-Ymīttos    | 30 | 16 | 14 | 46 |             |
| 7  | Arkadikos                | 30 | 15 | 15 | 45 |             |
| 8  | Panelefsiniakos A.O.K.   | 30 | 15 | 15 | 45 |             |
| 9  | AEK Argos                | 30 | 14 | 16 | 44 |             |
| 10 | Pagrati Atene            | 30 | 13 | 17 | 43 |             |
| 11 | Pierikos Archelaos       | 30 | 13 | 17 | 43 |             |
| 12 | M.A.S. Ermīs Lagkada     | 30 | 13 | 17 | 43 |             |
| 13 | Panerithraikos A.S.      | 30 | 12 | 18 | 42 |             |
| 14 | Olympia Larissa BC       | 30 | 12 | 18 | 42 | Retrocesse  |
| 15 | Koroivos Amaliadas BC    | 30 | 11 | 19 | 41 | Retrocesse  |
| 16 | A.O. Near East Kesariani | 30 | 8  | 22 | 38 | Retrocesse  |